# Комон, Леонард
Леонард Патрик Комон — кенийский легкоатлет, бегун на длинные дистанции. В настоящее время владеет мировыми рекордами в беге на 10 и 15 километров. Трёхкратный победитель пробега Grand 10 Berlin. Наибольших успехов в карьере добился на чемпионатах мира по кроссу — трёхкратный чемпион мира в командном первенстве в 2008, 2009 и 2010 годах. В 2010 году стал победителем 15-и километрового пробега Zevenheuvelenloop. В 2011 году стал победителем пробега Great South Run.
Победитель пробега UAE Healthy Kidney 10K 2013 года. За эту победу он получил денежный приз в размере 30000 долларов США.

## Сезон 2014 года
30 марта 2014 года он впервые в карьере выступил в полумарафоне. Он выиграл Берлинский полумарафон 2014 года с результатом 59.14.
12 октября дебютировал на марафонской дистанции. На Эйндховенском марафоне он занял 5-е место с результатом 2:14.25.